# Crossing a Line/Nothing Makes Sense Anymore
Crossing a Line/Nothing Makes Sense Anymore è un singolo del rapper statunitense Mike Shinoda, pubblicato il 29 marzo 2018 come primo estratto dal primo album in studio Post Traumatic.

## Video musicali
Per entrambi i brani sono stati realizzati dei video, usciti in concomitanza con il lancio del singolo. Crossing a Line mostra il cantante camminare per le strade di Los Angeles e cantare il brano con alcuni fan, mentre quello per Nothing Makes Sense Anymore alterna scene di Shinoda cantare il brano con altre incentrate sugli incendi avvenuti in California in quel periodo.

## Tracce
1. Crossing a Line – 4:02
2. Nothing Makes Sense Anymore – 3:33

## Formazione
Hanno partecipato alle registrazioni, secondo le note di copertina di Post Traumatic:
- Mike Shinoda – voce, strumentazione, produzione
- Manny Marroquin – missaggio, mastering (traccia 1)
- Ethan Mates – montaggio aggiuntivo
- Josh Newell – montaggio aggiuntivo
- Michelle Mancini – mastering (traccia 2)

## Classifiche
Le posizioni sotto indicate fanno riferimento a Crossing a Line.
| Classifica (2018)         | Posizione massima |
| ------------------------- | ----------------- |
| Stati Uniti (alternative) | 28                |
| Stati Uniti (rock)        | 27                |